# Landgericht Stadtprozelten
Das Landgericht Stadtprozelten war ein von 1814 bis 1829 und wieder ab 1853 bestehendes bayerisches Landgericht älterer Ordnung mit Sitz in Stadtprozelten im heutigen Landkreis Miltenberg. Die Landgerichte waren im Königreich Bayern Gerichts- und Verwaltungsbehörden, die 1862 in administrativer Hinsicht von den Bezirksämtern und 1879 in juristischer Hinsicht von den Amtsgerichten abgelöst wurden.

## Geschichte
Im Jahr 1814 wurde im Verlauf der Verwaltungsneugliederung Bayerns das Landgericht Stadtprozelten errichtet. Dieses kam im Jahr 1817 zum neu gegründeten Untermainkreis, dem Vorläufer des späteren Regierungsbezirks Unterfranken.
Am 19. März 1853 wurde das Landgericht Stadtprozelten aus dem Bezirk Kreuzwertheim und den Gemeinden Breitenbrunn, Dorfprozelten, Faulbach, Fechenbach, Neuenbuch, Oberaltenbuch, Reistenhausen, Stadtprozelten, Unteraltenbuch, Esselbach, Oberndorf und Röttbach erneut errichtet.
Anlässlich der Einführung des Gerichtsverfassungsgesetzes am 1. Oktober 1879 wurde das Amtsgericht Stadtprozelten errichtet, dessen Sprengel aus den Gemeinden Breitenbrunn, Dorfprozelten, Faulbach, Fechenbach, Hasloch, Hasselberg, Neuenbuch, Oberaltenbuch, Reistenhausen, Schollbrunn, Stadtprozelten und Unteraltenbuch des vorherigen Landgerichtsbezirks Stadtprozelten sowie der vom Landgericht Klingenberg abgetrennten Gemeinde Wildensee gebildet wurde.